# Salix divergentistyla
Salix divergentistyla — вид квіткових рослин із родини вербових (Salicaceae).

## Морфологічна характеристика
Це кущ чи невелике дерево. Гілочки коричнево-червоні, голі. Листкова ≈ 6 мм; листкова пластинка вузькоеліптична, 30–45 × 13–16 мм, абаксіально (низ) зеленувата, ворсинчаста, гола чи майже так, адаксіально зелена, з вдавленими жилками, гола, край цільний, обидва кінці гостро загострені. Плодова сережка 35–55 × ≈ 10 мм. Коробочка ≈ 5 мм, волосиста.

## Середовище проживання
Ендемік Тибету. Населяє гірські схили, долини; на висотах ≈ 3400 метрів.